# Паладина
Паладина (итал. Paladina) — коммуна в Италии, располагается в регионе Ломбардия, подчиняется административному центру Бергамо.
Население составляет 3316 человек, плотность населения составляет 1658 чел./км². Занимает площадь 2 км². Почтовый индекс — 24030. Телефонный код — 035.
Покровителем коммуны почитается святой мученик Александр Бергамский, празднование 26 августа.